# GIVE&TAKE
『GIVE&TAKE』（ギヴアンドテイク、ギブアンドテイク）は、フジテレビ系列で2012年10月16日（15日深夜）から12月18日（17日深夜）まで毎週火曜0:40 - 1:10（毎週月曜深夜）に放送されていたバラエティ番組である。
「何かを成し遂げたい」「自分を変えたい」という共通の願望を持った男女5人が、目標達成の為に共同生活を行うリアリティー・ショー。

## ルール
- 2012年11月17日開催の「第13回スズカ8時間エンデューロ秋SP」（於：鈴鹿サーキット）入賞を最終目標に、5人が共同生活を行う。
- 日常生活では、主に専門家監修のトレーニングメニューをこなしていく。
- 生活中は、目標達成の為に欠かせない、心身を鍛える小テスト「Quest」が書かれた五角形のプレートが不定期に設置[2]。「Quest」プレートを最初に発見した人が、責任を持って小テストに挑む。
- 「Quest」の課題を失敗した場合は、罰則として更なる鍛錬を目的とする「ペナルティQuest」を追加設置。これも最初に発見した人が実行する。これはチームの連帯責任として置かれる為、設置の要因となった「Quest」の参加・不参加に関わらず、見つけた人が必ず実行する。
- 不定期なタイミングで「Judgment」を実施[3]。これは持久走やバイクランなどのテスト形式で行われ、5人の中で成績最下位だった者はTAKE（強制退去）、チームを離脱する。
- 「Judgment」が行われた翌日は、新メンバーをGIVE（追加）。メンバーを入れ替えた上で、生活を続ける。
- ただし、例外的な内容の「Quest」や「Judgment」が発動される事もある。

## ネット局
| 放送対象地域   | 放送局             | 系列           | 放送日時                     | 放送期間                       | 遅れ       |
| -------------- | ------------------ | -------------- | ---------------------------- | ------------------------------ | ---------- |
| 関東広域圏     | フジテレビ         | フジテレビ系列 | 火曜 0:40 - 1:10（月曜深夜） | 2012年10月16日 - 12月18日      | 制作局     |
| 宮城県         | 仙台放送           | フジテレビ系列 | 火曜 0:40 - 1:10（月曜深夜） | 2012年10月16日 - 12月18日      | 同時ネット |
| 岡山県・香川県 | 岡山放送           | フジテレビ系列 | 火曜 0:40 - 1:10（月曜深夜） | 2012年10月16日 - 12月18日      | 同時ネット |
| 新潟県         | 新潟総合テレビ     | フジテレビ系列 | 火曜 0:35 - 1:05（月曜深夜） | 2012年10月23日 - 2013年1月15日 | 7日遅れ    |
| 広島県         | テレビ新広島       | フジテレビ系列 | 火曜 0:35 - 1:05（月曜深夜） | 2012年10月23日 - 12月25日      | 7日遅れ    |
| 高知県         | 高知さんさんテレビ | フジテレビ系列 | 火曜 0:35 - 1:05（月曜深夜） | 2012年10月23日 - 2013年1月8日  | 7日遅れ    |
| 北海道         | 北海道文化放送     | フジテレビ系列 | 火曜 0:50 - 1:20（月曜深夜） | 2012年10月23日 - 2013年1月8日  | 7日遅れ    |
| 福岡県         | テレビ西日本       | フジテレビ系列 | 火曜 1:30 - 2:00（月曜深夜） | 2012年10月23日 - 12月25日      | 7日遅れ    |
| 福島県         | 福島テレビ         | フジテレビ系列 | 水曜 0:40 - 1:10（火曜深夜） | 2012年10月24日 - 12月26日      | 8日遅れ    |
| 近畿広域圏     | 関西テレビ         | フジテレビ系列 | 金曜 1:30 - 1:58（木曜深夜） | 2012年10月26日 - 12月21日      | 10日遅れ   |
| 岩手県         | 岩手めんこいテレビ | フジテレビ系列 | 火曜 0:40 - 1:10（月曜深夜） | 2012年10月30日 - 2013年1月15日 | 14日遅れ   |
| 長野県         | 長野放送           | フジテレビ系列 | 火曜 0:40 - 1:10（月曜深夜） | 2012年10月30日 - 2013年1月8日  | 14日遅れ   |
| 山形県         | さくらんぼテレビ   | フジテレビ系列 | 火曜 0:35 - 1:05（月曜深夜） | 2012年10月30日 - 2013年1月29日 | 14日遅れ   |
| 佐賀県         | サガテレビ         | フジテレビ系列 | 火曜 0:35 - 1:05（月曜深夜） | 2012年10月29日 - 2013年1月21日 | 14日遅れ   |
| 中京広域圏     | 東海テレビ         | フジテレビ系列 | 火曜 0:45 - 1:21（月曜深夜） | 2012年10月29日 - 2013年2月18日 | 14日遅れ   |
| 島根県・鳥取県 | 山陰中央テレビ     | フジテレビ系列 | 日曜 1:05 - 1:35（土曜深夜） | 2012年11月4日 - 2013年1月6日   | 19日遅れ   |
| 熊本県         | テレビ熊本         | フジテレビ系列 | 木曜 0:35 - 1:05（水曜深夜） | 2012年11月8日 - 2013年1月31日  | 23日遅れ   |
| 長崎県         | テレビ長崎         | フジテレビ系列 | 木曜 0:45 - 1:15（水曜深夜） | 2012年11月14日 - 2013年1月23日 | 不明       |
| 鹿児島県       | 鹿児島テレビ       | フジテレビ系列 | 土曜 2:05 - 2:35（金曜深夜） | 2012年11月17日 - 2013年2月2日  | 32日遅れ   |
| 沖縄県         | 沖縄テレビ         | フジテレビ系列 | 土曜 1:20 - 1:50（金曜深夜） | 2012年11月24日 - 12月29日      | 不明       |

## スタッフ
- 編成企画：加藤達也
- 構成：堀田延、武田郁之輔、塩沢航
- ナレーション：あおい洋一郎
- 声の出演：下山吉光
- 技術協力：SDTエンタープライズ、麻布プラザ
- AP：松本真樹、久田光彦
- 演出：松藤豪、保阪彰史
- プロデューサー：野津静花
- 総合演出：杉本達
- 制作：フジテレビ
- 制作著作：ドリームアップ